# Svartbakstindur
De Svartbakstindur is een berg die ligt op het eiland Eysturoy, Faeröer. De berg heeft een hoogte van 801 meter.